# Luisa Gavasa
Luisa Gavasa Moragón (Zaragoza, 8 de abril de 1951) es una actriz española.

## Trayectoria
Estudió Filología inglesa en la Universidad de Zaragoza y Periodismo aunque con su vocación era ser actriz, para lo que se formó en la Escuela Adrià Gual (Barcelona) y en el Actor's Studio de Nueva York.
En su trayectoria profesional ha colaborado con el Teatro Estable de Zaragoza o el Nuevo Teatro de Aragón, así como en la Compañía Adrià Gual, de Ricard Salvat. Ha actuado en teatros como el María Guerrero, el Teatro de la Comedia, el Liceo barcelonés...
En el cine comenzó en 1977 con Doña Perfecta, de César Fernández Ardavín, y ha trabajado para Pedro Almodóvar (Entre tinieblas, 1983), Miguel Picazo (Extramuros, 1985), Felipe Vega (Mientras haya luz, 1987), Agustí Villaronga (99.9, 1997), Salvador García Ruiz (Mensaka, 1998), Juan Vicente Córdoba (Aunque tú no lo sepas, 2000), Javier Balaguer (Sólo mía, 2001) o Juanra Fernández (Para Elisa, 2013). Y también aparece en un largometraje, que es la primera película de la aragonesa Paula Ortiz (De tu ventana a la mía, 2011).
Su rostro se hizo popular al interpretar durante 2005, 2006 y 2009 el personaje de Loreto Castillo en el serial televisivo de TVE Amar en tiempos revueltos.
Luisa Gavasa fue homenajeada por su trayectoria en la edición del 2009 de la Semana del Cine y la Imagen de Fuentes de Ebro (Scife). La actriz siempre ha estado muy vinculada a su tierra y en 2014, el Ayuntamiento de Zaragoza la nombró hija predilecta de la ciudad y en 2016 fue la Pregonera de las fiestas del Pilar.
En 2016 se produce un punto de inflexión en su carrera por su papel de la madre del novio en la película La novia, dirigida por la también aragonesa Paula Ortíz, que le valió numerosos premios nacionales e internacionales, entre ellos el Goya a mejor actriz de reparto.
También ha intervenido de manera episódica en series de televisión como Los protegidos, La que se avecina, Velvet, El Ministerio del Tiempo, El Caso. Crónica de sucesos o Cuéntame como pasó.
En 2017 se incorpora al reparto de la miniserie Perdóname, Señor, en Telecinco, en la que interpreta a Doña Matilde. Además, participa de forma episódica en Las chicas del cable (Netflix) dando vida a Pilar de Senillosa, la madre de Carlota (Ana Fernández).
Tiene un papel en El árbol de la sangre de Julio Medem, que fue estrenada en noviembre de 2018.
En 2019 se incorpora al elenco de la exitosa serie La reina del sur, en la que interpreta a Cayetana Aljarafe, abuela de Sofía la hija de Teresa Mendoza.
Además de en largometrajes, la actriz ha participado en cortometrajes como París70 , nominado a los Goya en 2023, junto al actor Alain Hernández. El corto del director Dani Feixas optó a nominación en los Premios Óscar 2024 si bien no pasó el último corte y fue el cortometraje español más reconocido de 2023 habiendo sido incluido en la sección oficial de 70 festivales. La actriz, junto a su compañero de reparto Alain Hernández, acumuló 16 premios de interpretación.

## Faceta de cantante
En 2021 se hizo realidad una de sus pasiones, grabar un disco de música francesa, Chansons, junto al cantante Jolís (José Luis Gualda).
Siguiendo con esta faceta, el 31 de enero de 2025 se estrenó en el Teatro Calderón de Valladolid la obra de teatro musicalizada Chavela, sobre los últimos tres días de vida de Chavela Vargas, donde la actriz aragonesa interpreta a la conocida cantante mejicana en la edad madura. Además de Luisa Gavasa, en el montaje debutó Rozalén como actriz en el papel de Chavela.

## Filmografía

### Películas
| Año  | Título                           | Director                     |
| ---- | -------------------------------- | ---------------------------- |
| 1983 | Entre tinieblas                  | Pedro Almodóvar              |
| 1983 | Scarab                           | Steven-Charles Jaffe         |
| 1985 | Extramuros                       | Miguel Picazo                |
| 1995 | Hermana ¿pero qué has hecho?     | Pedro Masó                   |
| 1997 | Doña Perfecta                    | César Fernández Ardavín      |
| 2005 | Fotos de familia                 | Paula Ortiz                  |
| 2011 | De tu ventana a la mía           | Paula Ortiz                  |
| 2012 | Tierra de sangre                 | Dominique Maillet            |
| 2012 | Como estrellas fugaces           | Anna Di Francisca            |
| 2013 | Para Elisa                       | Juanra Fernández             |
| 2015 | La novia                         | Paula Ortíz                  |
| 2016 | Rotas                            | Luis Lorento                 |
| 2017 | Red de Libertad                  | Pablo Moreno                 |
| 2017 | Incierta Gloria                  | Agustí Villaronga            |
| 2018 | Miau                             | Ignacio Estaregui            |
| 2018 | Campeones                        | Javier Fesser                |
| 2018 | El árbol de la sangre            | Julio Medem                  |
| 2019 | El crack cero                    | José Luis Garci              |
| 2020 | Una vida asegurada               | Jesús Martínez Nota          |
| 2021 | Las cartas perdidas (documental) | Amparo Climent               |
| 2022 | Para entrar a vivir              | Marta Cabrera, Pablo Aragüés |
| 2023 | El maestro que prometió el mar   | Patricia Font                |

### Series de televisión
| Año               | Serie                                      | Canal                        | Personaje                         | Notas         |
| ----------------- | ------------------------------------------ | ---------------------------- | --------------------------------- | ------------- |
| 1977              | Novela                                     | La 1                         |                                   | 2 episodios   |
| 1986              | Tristeza de amor                           | La 1                         | Matilde                           | 4 episodios   |
| 1989              | Miguel Servet, la sangre y la ceniza       | La 1                         | Cellalaria                        | 1 episodio    |
| 1991 - 1992       | Crónicas urbanas                           | La 2                         | Teresa                            | 2 episodios   |
| 1993              | Farmacia de guardia                        | Antena 3                     |                                   | 1 episodio    |
| 1994              | Hermanos de leche                          | Antena 3                     | Parturienta 2                     | 1 episodio    |
| 1995              | Canguros                                   | Antena 3                     |                                   | 1 episodio    |
| 1999              | A las once en casa                         | La 1                         |                                   | 1 episodio    |
| 2000              | El Comisario                               | Telecinco                    |                                   | 1 episodio    |
| 2000              | Policías, en el corazón de la calle        | Antena 3                     | Carmen                            | 8 episodios   |
| 2001              | El secreto                                 | La 1                         | Tía Miriam                        | 2 episodios   |
| 2002 - 2005       | Hospital Central                           | Telecinco                    | Madre de Curro / Mujer de Eduardo | 2 episodios   |
| 2003              | Un paso adelante                           | Antena 3                     |                                   | 1 episodios   |
| 2003              | Luna negra                                 | La 1                         | Juez                              | 1 episodio    |
| 2003              | Géminis, venganza de amor                  | La 1                         |                                   | 16 episodios  |
| 2005 - 2006; 2009 | Amar en tiempos revueltos                  | La 1                         | Doña Loreto Castillo              | 229 episodios |
| 2008              | 700 euros, diario secreto de una call girl | Antena 3                     | Emilia                            | 14 episodios  |
| 2009              | Cuéntame cómo pasó                         | La 1                         | Sophie                            | 1 episodio    |
| 2010              | Alfonso, el príncipe maldito               | Telecinco                    | Carmen Polo                       | 1 episodio    |
| 2012              | Los protegidos                             | Antena 3                     | Dorita                            | 9 episodios   |
| 2015              | La que se avecina                          | Telecinco                    | Reme                              | 1 episodio    |
| 2015              | Velvet                                     | Antena 3                     | Madre de Raúl de la Riva          | 1 episodio    |
| 2016              | El Caso. Crónica de sucesos                | La 1                         | Doña Soledad                      | 1 episodio    |
| 2017              | Perdóname, Señor                           | Telecinco                    | Doña Matilde                      | 7 episodios   |
| 2017              | El Ministerio del Tiempo                   | La 1                         | Lucía                             | 3 episodios   |
| 2017 - 2019       | Las chicas del cable                       | Netflix                      | Pilar de Senillosa                | 12 episodios  |
| 2019              | La reina del sur                           | Telemundo                    | Cayetana Aljarafe                 | 44 episodios  |
| 2019 - 2020       | El nudo                                    | Atresplayer Premium          | Miriam Leyva                      | 13 episodios  |
| 2020              | El último show                             | Aragón TV                    | Pilar                             | 8 episodios   |
| 2020              | Desaparecidos                              | Amazon Prime Video/Telecinco | Teresa                            | 1 episodio    |
| 2024              | En fin                                     | Amazon Prime Video           | María                             | 6 episodios   |

## Premios y nominaciones
Premios Goya
| Año  | Categoría                                | Película                       | Resultado |
| ---- | ---------------------------------------- | ------------------------------ | --------- |
| 2015 | Mejor interpretación femenina de reparto | La novia                       | Ganadora  |
| 2023 | Mejor interpretación femenina de reparto | El maestro que prometió el mar | Nominada  |

Medallas del Círculo de Escritores Cinematográficos
| Año  | Categoría               | Película                       | Resultado |
| ---- | ----------------------- | ------------------------------ | --------- |
| 2015 | Mejor actriz secundaria | La novia                       | Ganadora  |
| 2023 | Mejor actriz secundaria | El maestro que prometió el mar | Nominada  |

Premios Feroz
| Año  | Categoría               | Película                       | Resultado |
| ---- | ----------------------- | ------------------------------ | --------- |
| 2015 | Mejor actriz de reparto | La novia                       | Ganadora  |
| 2023 | Mejor actriz de reparto | El maestro que prometió el mar | Nominada  |

Premios Simón
| Año  | Categoría            | Película               | Resultado |
| ---- | -------------------- | ---------------------- | --------- |
| 2011 | Mejor interpretación | De tu ventana a la mía | Ganadora  |
| 2015 | Mejor interpretación | La novia               | Ganadora  |
| 2019 | Simón de honor       | Simón de honor         | Ganadora  |
| 2022 | Mejor actriz         | Por entrar a vivir     | Ganadora  |